# Focal JMlab
Focal JMlab est une marque française de systèmes audio haute-fidélité depuis 1979. Basée à La Talaudière, la société fabrique des enceintes audio pour la maison, des haut-parleurs pour les voitures, des casques audio, des enceintes de monitoring professionnelles ainsi que des enceintes d'extérieur et dédiées aux yachts.

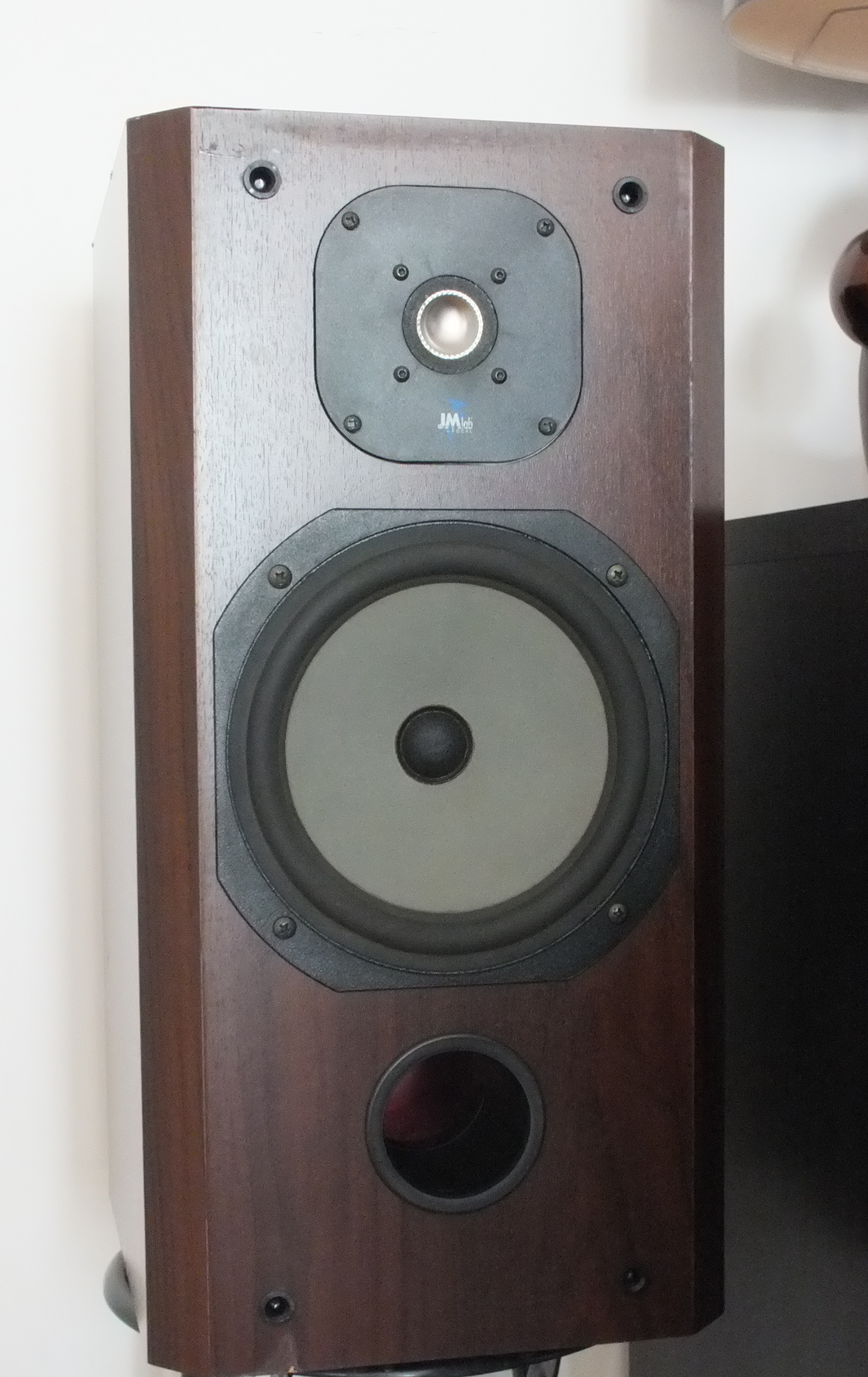
Focal Opal 19ti

La Grande Utopia est l’enceinte emblématique de la marque, qui lui a donné une réputation internationale. Elle est considérée comme l’une des meilleures enceintes acoustiques haute-fidélité au monde,.
La stratégie industrielle de Focal est de maîtriser l’ensemble de la production, du design à l’assemblage du produit fini en passant par la fabrication des haut-parleurs. La conception et le développement des produits sont 100 % français et la majorité de la production se fait en France, à l’atelier de La Talaudière. Depuis 2024, Focal compte parmi les marques françaises membres du Comité Colbert.

## Historique

### Années 1980
Focal-JMlab est d'abord simple bureau d'études dédié à l'acoustique créé fin 1979 à Paris par Jacques Mahul. Cet ingénieur passionné de Hi-fi et journaliste technique met au point ses premiers haut-parleurs et lance sa propre gamme d’enceintes acoustiques sous la marque JMlab. Il les fera fabriquer plus tard dans un petit atelier de Saint-Étienne, au sein d’une entreprise de mécanique de précision appartenant à son père,. Sa première enceinte, la DB13, est une enceinte de bibliothèque qui a la particularité d’offrir un volume sonore comparable à des enceintes plus imposantes, notamment dans le grave. Au début, il vend son produit essentiellement à ses connaissances, mais la DB13 sera rapidement distribuée et commercialisée dans toute la France.
Au cours des années 1980, les deux marques se structurent : Focal innove avec des spécialités comme la membrane Polyglass en « V » ou le Polykevlar. Ainsi le tweeter passe de la fibre de verre au Kevlar, lui donnant une courbe de réponse en fréquence plus linéaire et des aigus plus doux, moins stridents. Ces créations successives permettent à l'entreprise JMlab d'introduire ses premiers modèles haut de gamme.

### Années 1990
L’histoire s’accélère en 1990 avec l’arrivée de Gérard Chrétien, autre passionné de Hi-Fi, rédacteur en chef de la revue L’Audiophile depuis 1977 et directeur général et marketing de Focal-JMlab jusqu'en 2010. En adaptant ses produits aux exigences des consommateurs, la marque devient leader sur le marché français de l’enceinte acoustique. Son chiffre d’affaires passe de neuf millions d’euros en 1992 à 26 millions d’euros en 2000.
C’est aussi au début des années 1990 que l’entreprise commence à exporter ses produits en Europe, en Asie du Sud-Est ou encore en Amérique du Nord. La notoriété de la marque à l’international s’appuie sur de nombreuses récompenses : le modèle JMlab Vega a été élu « Enceinte de l’année 1992 » au Japon et en 1996, le modèle Grande Utopia est salué par la presse internationale.

### Années 2000
À Saint-Étienne sont fabriqués les trois quarts de la production afin d'équiper l’intégralité des enceintes avec des haut-parleurs « Made in France ».
En 2003, les deux marques sont réunies sous le nom Focal-JMlab pour les produits Home, avant de ne conserver que Focal en 2005 pour l’ensemble des produits.
Toujours en 2003, l’entreprise entame une collaboration avec l’agence de design parisienne Pineau & Le Porcher avec pour objectif d’allier qualité sonore et esthétisme, afin que les enceintes deviennent des objets « art de vivre » à part entière, mais aussi pour affirmer une signature de marque. Les gammes Profile et Electra (2005), Chorus (2006), Utopia (2008) puis Dôme en 2009 sont ainsi renouvelées et redessinées par Pineau & Le Porcher.
En 2007, l'entreprise rachète les ateliers d’ébénisterie Guy HF situés à Bourbon-Lancy en Saône-et-Loire. En 2015, l’ébénisterie Guy HF devient Focal Ébénisterie Bourgogne.

### Années 2010
En 2011, Focal-JMlab fait l'acquisition de Naim Audio Limited, une marque leader de l'électronique haut de gamme au Royaume-Uni, qui fabrique principalement des amplificateurs et préamplificateurs, des lecteurs CD, des lecteurs de musique en streaming. La nouvelle holding qui en résulte, Focal & Naim, détient et gère les deux marques, qui restent indépendantes, avec leur philosophie propre et leurs gammes de produits respectives.
Focal, porte-drapeau français des enceintes acoustiques, bénéficie ainsi des compétences en électronique de Naim dans un contexte de multiplication des solutions numériques de diffusion du son hi-fi.
Les deux entreprises commencent en 2013 un rapprochement de leurs activités avec notamment une présence sur un stand commun au salon High End de Munich.
En 2014, le groupe Focal & Naim est repris par son équipe de managers ainsi que par Naxicap Partners (actionnaire majoritaire), Aquasourca et Garibaldi Participations. Jacques Mahul reste aux côtés du groupe en tant que vice-président dans un premier temps, puis ambassadeur honorifique par la suite. La holding de Focal et Naim Audio, Vervent Audio Group, est également créée en 2014[source insuffisante]. Cette même année, Focal obtient la reconnaissance de l’État français à travers le label Entreprise du patrimoine vivant, délivré sous l’autorité du Ministère de l’Économie, des Finances et de l’Industrie destiné à distinguer les entreprises françaises aux savoir-faire artisanaux et industriels d’excellence.

### Années 2020
En 2019, Alpha Private Equity devient actionnaire majoritaire de Vervent Audio Group qui devient Vervent Audio Holding, présidé par Cédrick Boutonet nommé CEO, et les filiales Focal Naim America et Focal Naim Canada sont créées.
La même année, le déploiement d’un réseau mondial de magasins Focal Powered by Naim est lancé, avec des premières ouvertures à Séoul (Corée du Sud) et à Lyon (France). Ces magasins, shop-in-shop et corners dédiés aux marques Focal et Naim offrent aux clients une expérience de marque. Le réseau FPBN compte plus de 50 espaces de l'Amérique du Nord à l'Asie en passant par l'Europe.
Focal intègre en janvier 2024 le Comité Colbert, qui œuvre à la valorisation des savoir-faire français d’excellence et à leur rayonnement.

## Technologies
Focal-JMlab maintient un programme de recherche et développement régulier dans les technologies des haut-parleurs. Les investissements dans ce domaine ont permis de mettre au point de nouveaux concepts. À ce jour, une dizaine de brevets ont été déposés par Focal.

### Tweeter à dôme inversé (1981)
Le tweeter à dôme inversé a été conçu et développé par Focal en 1981. Son principal avantage est de limiter la directivité et d’offrir une dynamique élevée. Cette technologie est une signature Focal qui équipe, aujourd’hui encore, la grande majorité des tweeters de la marque.

### Membrane «K2» (1986)
En 1986, la société introduit le principe de structure sandwich en Polykevlar. La membrane Poly-K est constituée de deux feuilles de fibre aramides de part et d’autre d’une structure en microbilles creuses afin d'améliorer le compromis poids-rigidité-amortissement.

### Membrane Polyglass (1988)
La technologie Polyglass a été introduite en 1988 par Focal. Le principe est de déposer de fines microbilles de verre sur la partie supérieure du cône en pulpe de cellulose (papier). L’alliance du verre et du papier donne un matériau très rigide mais avec une très faible masse qui assure un excellent amortissement. La membrane Polyglass offre ainsi une très bonne linéarité de la courbe de réponse en fréquence et augmente la définition dans le registre médium.

### Membrane sandwich «W» (1995)
En 1995, Focal améliore le concept sandwich avec le système de membranes « W » : deux feuilles en fibre de verre sont appliquées autour d’une mousse structurale. Contrairement aux membranes mono-matériaux, la membrane sandwich « W » permet d’optimiser la courbe de réponse en fréquence en optimisant les critères de masse, rigidité et amortissement.

### Tweeter Béryllium (2002)
Focal innove en 2002 en lançant le tweeter en béryllium pur. Une première mondiale. Ce métal rare, sept fois plus rigide à masse égale que le titane ou l’aluminium, est utilisé pur à 100 % par Focal. Le béryllium permet de réaliser un tweeter plus léger, plus rapide et avec un excellent amortissement. Associé au concept du dôme inversé, il permet d'étendre la réponse à plus de 40 kHz et de couvrir plus de 5 octaves.
Le béryllium coûte 2 % du prix de l’or,, ce qui explique que Focal utilise le tweeter béryllium seulement dans ses gammes Utopia, Electra et Kanta.

### Tweeter Al-Mg (2007)
Ce tweeter est introduit en 2007 par Focal-JMlab. L’utilisation d’aluminium optimise l’amortissement, alors que le magnésium augmente la rigidité du dôme. Ceci permet au tweeter Al-Mg d'étendre sa réponse en fréquence à plus de 28 kHz. Le tweeter Al-Mg équipe, entre autres, la gamme Chorus pour le Home et Shape pour le Pro.

### Membrane sandwich Flax (2013)
Dix-huit ans après avoir présenté ses membranes sandwich « W », Focal lance en 2013 une nouvelle membrane F (« F » pour Flax, lin en français) Made in France. Composée de fibres de lin placées au cœur de deux fines feuilles de fibre de verre, ces membranes légères, rigides et amorties offrent un son naturel et sans coloration.

### Système Infinite Horn Loading (2015)
L’arrière du tweeter Béryllium est chargé par une petite cavité qui communique avec l’extérieur du coffret par l’intermédiaire d’un pavillon, dont l’intérieur est rempli d’un matériau amortissant. L’onde arrière du tweeter est progressivement absorbée pour réduire la distorsion[réf. nécessaire].

### Tweeter à dôme inversé à profil «M»  (2016)
Les tweeters de la ligne K2 Power, renouvelée en 2016, bénéficient d’un profil en forme de ‘M’. Cette forme permet d’étendre la réponse en fréquence, une diffusion plus douce et une plus grande précision dans les aigus.

### Membrane «M»  (2018)
Les haut-parleurs de la ligne Utopia M, lancée en 2018, sont équipés d’une nouvelle membrane à profil « M ». Le profil en « M » réalisé d’un seul tenant combine rigidité, légèreté et amortissement et permet une réponse en fréquence linéaire, un faible taux de distorsion et une meilleure dispersion sonore.

### Membrane Slatefiber (2019)
Développée avec les enceintes hi-fi Chora, la membrane Slatefiber est un cône composite qui associe des fibres de carbone recyclé non-tissées et du polymère thermoplastique. Fabriquée en France par Focal, cette membrane couleur ardoise délivre un son dynamique et équilibré.

### Tweeter Frak (2022)
En 2022, les ingénieurs Focal ont développé le tweeter FRAK, qui a notamment intégré la gamme de kits K2 Power M. Pour le cône, ils ont choisi comme matériaux de l’aluminium et du magnésium qu’ils ont associé à un profil en forme de « M ».

## Produits
L’offre produits de Focal est structurée autour de cinq univers : Home (enceintes pour la maison), Car (sonorisation des voitures), Pro (studios d’enregistrement professionnels), depuis 2012, Casques et enfin Intégration (sonorisation des lieux collectifs, enceintes outdoors et équipements pour yachts).
L’univers des enceintes pour la maison est divisé en deux collections :
- Les enceintes acoustiques haute-fidélité : toutes les enceintes de cette collection sont conçues, développées et fabriquées en France et combinent les innovations technologiques spécifiques à Focal (tweeter à dôme inversé, membrane sandwich « W » et « F », etc.) Les principaux produits comprennent les lignes Utopia, Sopra, Aria Evo X[40], Kanta, Vestia[41] et Theva[42]. La Grande Utopia est l'enceinte emblématique de cette collection. La première génération de la Grande Utopia qui naît en 1995 est un condensé du savoir-faire acquis par Focal depuis sa création. La deuxième génération, en 2002, a notamment apporté le dôme en béryllium pur qui lui permettra d'obtenir l'année suivante le « Golden Sound » au Japon[43]. La troisième génération, lancée en 2008 est un concentré du meilleur des technologies Focal[44]. La Grande Utopia EM se distingue aussi par ses dimensions hors normes : 260 kg environ, pour plus de deux mètres de haut[16]. Les coffrets sont personnalisables à la demande dans l’unité d’ébénisterie de Bourbon-Lancy qui en maîtrise la fabrication et la finition. En 2018, Focal révèle Grande Utopia EM Evo et Stella Utopia EM Evo, des nouvelles enceintes dotées des dernières technologies de la marque[45].

- Les enceintes Home Cinéma : depuis 2008, avec l’arrivée de l’enceinte miniature Dôme (également disponible avec la membrane Flax depuis 2014)[46], Focal adapte son savoir-faire aux nouveaux modes de consommation de la musique avec des enceintes compactes, «Plug and Play», multimédia et plus récemment sans fil (XS Book Wireless en 2013). En 2013, Focal lance une gamme de Packs Home Cinéma 5.1 dans la gamme New Media. Depuis mai 2014, Focal accède au marché de la barre de son en commercialisant Dimension, une barre de son 5.1 qui, associée à son subwoofer, peut servir de plateau sonore pour écran plat[47]. La ligne Sib évolue en 2017 et devient Sib Evo qui intègre la technologie Dolby Atmos[48].

- À la fin des années 1980, le département Car Audio voit le jour et les premiers produits « audiomobiles » sont commercialisés. Vingt ans plus tard, en juin 2014, Focal lance le kit Ultima, un kit Made in France très haut de gamme fait-main qui concentre l’ensemble des technologies Focal utilisées dans la Grande Utopia EM et l’enceinte de monitoring SM9[49]. Fabriqués en France, les kits Utopia M K2 Power M permettent des installations sur-mesure avec un nouveau concept « à la carte » qui permet aux utilisateurs de composer leur propre système audio en choisissant leur kit[50]. En 2020, Focal présente Flax Evo, une nouvelle ligne de kits audio. Revisitant la ligne Flax, Focal intègre à la Flax Evo la suspension TMD et la tweeter TAM[51]. En parallèle, la marque étendra son savoir-faire à la fabrication de kits pour les motos et les bateaux[52].

- En 2002, un département professionnel « Focal Professional » est créé, proposant des enceintes « studio monitor » dédiées aux studios d’enregistrement. La gamme se compose de cinq lignes (SM9, SM6, Shape, CMS et Alpha) conçus pour les professionnels du son (ingénieurs du son et musiciens). En 2024, la gamme se compose de quatre lignes de moniteurs (ST6[53], SM6, Shape et Alpha Evo[54]), d’une ligne de subwoofers et des casques Listen Professional et Clear Mg Professional[55].

- Depuis 2007, Focal propose des solutions encastrables invisibles, In-Wall et In-Ceiling, afin de sonoriser les lieux publics et privés. En 2018, Focal annonce les gammes 100 Series et 300 Series pour toutes les pièces de la maison[56]. Les années suivantes, la collection Intégration se complète d'enceintes outdoor[57], mais aussi d’équipements pour sonoriser tout espaces côtiers ou humides avec les produits Littora[58], et les grands espaces recevant du public (commerces, restaurants, hôtels…) avec la gamme 100-T Series[59].  En 2021, Focal présente la gamme 1000 Series qui se dote d’haut-parleurs orientables[60].

- Depuis 2012, Focal étend son offre en commercialisant des casques, avec son premier casque nomade, Spirit One, puis Spirit One S[61]. La gamme est complétée en 2013 avec Spirit Classic, destiné à une utilisation chez soi, et le Spirit Professional. C’est en 2015 que Focal commercialise son premier casque intra-auriculaire baptisé Sphear[62]. En 2016, Focal se lance dans les casques Made in France et présente deux casques haut de gamme et assemblés à la main dans ses ateliers, Elear et Utopia[63][source insuffisante], puis Clear[64]. Puis, 2017 marque l’arrivée d’une ligne complète de casques mobiles avec ou sans fil : Listen, Listen Wireless, Spark, Spark Wireless et Sphear S[65]. En 2018, Elegia, premier casque fermé de Focal voit le jour[66], suivi de Stellia[67] et de son premier amplificateur/DAC pour casques Arche en 2019[68]. En 2022, Focal présente son tout premier casque sans fil à réduction active nommé Bathys[69], apportant le son haute-fidélité Focal à un casque nomade.

## Partenariats

### Partenariats automobiles
En 2016 et 2017, Focal s’est entourée de plusieurs fabricants automobiles français pour équiper des véhicules de série. Premier véhicule en date le SUV 3008 de Peugeot, suivi du 5008, de la 508, du 2008, des nouvelles 508, 2008, 408 et E-3008.
Pour DS Automobiles, Focal équipe les DS7, DS3, DS4 ou encore la DS9 tandis qu’elle sonorise la A110 d’Alpine.
Les concept-car Peugeot e-Legend, DS X E-Tense et DS E-Tense Performance, pour laquelle Focal crée des enceintes aux mêmes couleurs reçoivent une barre de son Focal intégrée à leur planche de bord.

### Tournaire
À l’occasion du lancement de ses premiers casques haut de gamme Made in France, Focal a présenté un modèle de collection en collaboration avec le joailler Tournaire. Le casque Utopia a été customisé autour de la trilogie, symbole de la bijouterie Tournaire, le tout, en or jaune et serti de diamants. Disponible en 8 exemplaires uniquement.

### Ubisoft
En septembre 2017, Focal a signé un partenariat avec Ubisoft, éditeur français de jeux vidéo. À l’occasion de la sortie de l'opus du jeu Assassin’s Creed Origins, Focal a édité deux séries limitées de casques aux couleurs du jeu : Listen Wireless et Utopia by Tournaire.

### Théâtre antique d'Orange
En 2023, Focal s’associe au Théâtre antique d’Orange dans la cadre du spectacle l’Odyssée Sonore : les casques sans fil à réduction de bruit Bathys sont les casques proposés au public durant ce spectacle son et lumière.

### Artistic Palace
Le complexe parisien Artistic Palace, dédié à la création musicale et audiovisuelle, a choisi Focal pour équiper ses 11 studios d’enregistrement de moniteurs et de casques professionnels.

## Chiffres
En 2012, Focal-JMlab a réalisé un chiffre d'affaires de 42 millions puis, 62 millions d’euros en 2018, dont plus de 80 % à l’export.
La marque est vendue dans plus de 160 pays à travers le monde et emploie environ 300 salariés dans ses locaux de 17 400 m2 à Saint-Etienne qui concentrent sur un même site production, R&D et administration.
En 2022, le groupe Vervent Audio a réalisé un chiffre d’affaires de 156 millions d’euros et le réseau Focal Powered by Naim compte plus de 40 magasins dans le monde,.
En 2023, Focal présente un chiffre d’affaires de plus de 90 millions d’euros.